# Marijke van Warmerdam
Marijke van Warmerdam (nascida no dia 12 de março de 1959, em Nieuwer-Amstel) é uma fotógrafa, artista de instalação e videoartista holandesa.